# Зонд 1967А
Зонд 1967А (Союз 7К-Л1 № 4Л или Зонд 4А) е съветски космически кораб, трети старт на лунния космически кораб "Союз 7К-Л1П".

## Корабът
Той е първи от девет планирани за полет по програма Зонд. Предназначен е за прелитане около Луната и завръщане на Земята. Корабът не успява да достигне орбита и се предполага, че оборудването е като на успешната мисия Зонд 4.

## Полетът
Стартът е даден на 27 септември. Един от шестте двигателя на първата степен спира и това води до отклонение в планираната траектория на 67-та секунда от полета. Космическият апарат е отделен от ракетата-носител с помощта на системата за аварийно спасяване и се приземява на около 60 км от стартовата площадка.